# Marco Stark (Fußballspieler, 1981)
Marco Stark (* 9. Juli 1981 in Worms) ist ein ehemaliger deutscher Fußballspieler und jetziger Trainer.

## Karriere
Stark begann 1986 bei der Jugend des SV Normannia Pfiffligheim; 1987 wechselte er in die Jugend von Wormatia Worms, wo er bis 1994 blieb. Danach ging er für zwei Jahre zur TSG Pfeddersheim, um anschließend zur Jugend des 1. FC Kaiserslautern zu gehen. Dort kam er 1999 zu den Amateuren und schaffte zur Saison 2000/01 den Sprung in den Profi-Kader. Er absolvierte zwei Spiele in der Fußball-Bundesliga, am 24. September 2000 gegen Hansa Rostock und sechs Tage später gegen Energie Cottbus. Anschließend wechselte er zum 1. FC Saarbrücken. Dort spielte er in der Saison 2001/02. Zwischen 2002 und 2004 war er Spieler von Wacker Burghausen.
Ab 2004 war er im Team der Sportfreunde Siegen. Nach einer sehr erfolgreichen Zeit mit dem Höhepunkt des Aufstiegs in die zweite Bundesliga folgte eine Zeit mit Verletzungen. Stark gelang danach nicht mehr der Anschluss an den Regionalligakader und wechselte zur Saison 2007/08 zum SV Sandhausen. Mit den Kurpfälzern qualifizierte er sich für die neu geschaffene 3. Liga. Insgesamt absolvierte er 40 Spiele für die Mannschaft und wechselte in der Winterpause 2008/09 zum Ligakonkurrenten FC Erzgebirge Aue. Für die Veilchen stand er daraufhin in 16 Partien der Rückrunde in der Formation, sein erstes Tor für seinen neuen Arbeitgeber gelang ihm gegen Kickers Emden. Zur Saison 2010/11 wechselte Stark zurück zu seinem Heimatverein Wormatia Worms. Im September 2012 wurde sein Wechsel zum SV Waldhof Mannheim bestätigt. Am 3. Dezember 2012 gab der SV Waldhof Mannheim bekannt, dass der Vertrag mit Stark aufgelöst wird. Stark kam bei den Blauschwarzen nur auf drei Kurzeinsätze. Im Sommer 2014 beendete Stark seine Laufbahn bei Wormatia Worms und war dort als Trainer der U19 beschäftigt. Inzwischen trainiert er die 2. Mannschaft des Vereins.